# این‌فوکس
این‌فوکس (انگلیسی: InFocus) شرکت فناوری اطلاعات آمریکایی است، که در سال ۱۹۸۶ تأسیس شد.